# Diocèse de La Dorada-Guaduas
Le diocèse de La Dorada-Guaduas (en latin : Dioecesis Aureatensis-Guaduensis ; en espagnol : Diócesis de La Dorada-Guaduas) est un diocèse de l'Église catholique en Colombie, suffragant de l'archidiocèse de Manizales.

## Territoire

Il est situé sur des portions de 4 départements de la Colombie. Il comprend les municipalités de La Dorada, Manzanares, Marquetalia, Norcasia, Pensilvania, Samaná, Victoria et le district de Montebonito de la  commune de Marulanda du département de Caldas ; il gère les municipalités de Caparrapí, Chaguaní, Guaduas, La Palma, Puerto Salgar et Yacopí du département de Cundinamarca ; il possède les municipalités de Puerto Triunfo et les districts de La Danta et San Miguel de la commune de Sonsón du département d'Antioquia et la municipalité de Puerto Boyacá du département de Boyacá.
Il possède un territoire d'une superficie de 8 040 km2 divisé en 43 paroisses. Le siège épiscopal est dans la ville de La Dorada où se trouve la cathédrale Notre-Dame-du-Mont-Carmel (es). La cocathédrale Saint-Michel est à Guaduas.

## Historique
Le diocèse est érigé le 29 mars 1984 par la constitution apostolique Quod iure du pape Jean-Paul II en prenant sur les territoires des diocèses de Barrancabermeja et Facatativá et de l'archidiocèse de Manizales. La Dorada-Guaduas est nommé suffragant de ce dernier.

## Évêques
- Fabio Betancur Tirado † (29 mars 1984 - 15 octobre 1996), nommé archevêque de Manizales
  - Sede vacante (1996-1999)
- Óscar Aníbal Salazar Gómez (5 juin 1999 - 13 janvier 2019)
- Hency Martínez Vargas, depuis le 13 janvier 2019